# Liriomyza cyclaminis
Liriomyza cyclaminis är en tvåvingeart som beskrevs av Suss 1987. Liriomyza cyclaminis ingår i släktet Liriomyza och familjen minerarflugor.
Artens utbredningsområde är Italien. Inga underarter finns listade i Catalogue of Life.